# Il violino di Rothschild (opera)
Il violino di Rothschild (in russo Скрипка Ротшильда?) è un'opera lirica in un unico atto del compositore russo Veniamin Iosifovič Flejšman (1913-1941). Il libretto, scritto dal compositore stesso e da Aleksandr Germanovič Prejs, è tratto dal racconto Il violino di Rothschild di Anton Čechov.
L'opera è incentrata sul personaggio di Jakov Matveevič Ivanov, costruttore di bare e violinista dilettante, sulla sua graduale comprensione della vita e sul lascito del suo violino a Rothschild, che suona in una banda ebraica con Ivanov e che Ivanov ha trattato con disprezzo.

## Storia della composizione
Tra il 1939 e il 1941, il giovane Flejšman fu uno degli studenti più promettenti di Dmitrij Dmitrievič Šostakovič al Conservatorio di Leningrado, dove compose la sua prima opera, un atto unico intitolato Il violino di Rothschild. A suggerire la storia di Čechov come base per il libretto fu lo stesso Šostakovič. Ambientando il suo racconto in uno shtetl dell'Europa orientale alla fine del XIX secolo, Flejšman rese un omaggio musicale a un mondo in via di scomparsa.
Durante la seconda guerra mondiale Flejšman si unì alle brigate civili formate per difendere Leningrado e fu tra i primi ad essere ucciso in azione. Evacuato da Leningrado per ordine di Stalin, Šostakovič riuscì a recuperare la partitura incompiuta di Flejšman. In memoria del suo talentuoso studente, Šostakovič la completò e la orchestrò tra il 1943 e il 1944. Šostakovič datò il completamento della partitura al 5 febbraio 1944. In seguito, il compositore esercitò la sua influenza affinché l'opera venisse pubblicata e rappresentata.

## Prime rappresentazioni
- La prima mondiale dell'opera ebbe luogo il 20 giugno 1960, presso l'Unione dei compositori dell'URSS, a Mosca, con i solisti e i membri dell'Orchestra Filarmonica di Mosca.
- La prima rappresentazione teatrale ebbe luogo al Conservatorio di Leningrado il 24 aprile 1968, a cura dello Studio sperimentale dell'opera da camera. Il direttore artistico era Solomon Moiseevič Volkov e il direttore d'orchestra Jurij Leonidovič Kočnev[1].

## Personaggi
- Jakov Matveevič Ivanov (soprannominato "Bronza"), costruttore di bare e violinista - basso
- Rothschild, flautista poi violinista - tenore
- Moisej Il'ič Šakhkes, becchino - tenore
- Marfa, moglie di Iavnov - mezzosoprano
- Membri dell'orchestra - 6-8 tenori e bassi

## Trama
In una piccola città russa si sta svolgendo una festa di matrimonio nella casa di un mercante. Un gruppo di musicisti sta suonando, ma tra loro scoppia una lite: un vecchio costruttore di bare, Ivanov detto "Bronza", accusa il giovane Rothschild di aver rovinato la musica. Gli altri musicisti gli si rivoltano contro e alla fine, disgustato, Bronza se ne va. Arrivato a casa, Bronza si lamenta della sua povertà e della mancanza di rispetto che gli altri gli dimostrano. Sua moglie Marfa torna dal fiume con un secchio d'acqua e crolla per la stanchezza. Mentre gli altri musicisti entrano nella casa del mercante, Rothschild rimane sulla strada a suonare il suo flauto. Marfa, sdraiata a letto, parla a Bronza della loro figlioletta dai capelli biondi, morta ancora bambina cinquant'anni prima. Bronza capisce che il giorno stesso dovrà costruire una bara per sua moglie. I musicisti ricompaiono, iniziano una danza vivace e mandano Rothschild da Bronza per convincerlo ad a unirsi a loro. Bronza però scaccia Rothschild, che viene inseguito per strada da alcuni bambini, che gli gridano: "Ebreo! Ebreo!". In un lungo monologo, Bronza si addolora per la sua vita sprecata, per gli antichi boschi ormai abbattuti e per i maltrattamenti che ha riservato alla moglie e a Rothschild. Spera che, dopo la sua morte, il suo violino "canti nuove canzoni di felicità", poiché non può portarlo con sé nella tomba. Rothschild torna ancora una volta per implorare Bronza di unirsi ai musicisti. Il vecchio costruttore di bare dà il suo violino al giovane e questi inizia a suonarlo.

## Film
Le violon de Rothschild è un film diretto nel 1996 dal regista argentino Edgardo Cozarinsky. Il film, che include una versione cinematografica de Il violino di Rothschild di Flejšman, narra delle circostanze drammatiche in cui l'opera fu composta.